# Себастьян Мерфі
Себастьян Мерфі (англ. Sebastian Murphy) (нар. 6 березня 1990, Сан-Рафаель (Каліфорнія), США)  ― американо-шведський рок-музикант, співак, лідер гурту Viagra Boys, тату-майстер[неавторитетне джерело].

## Життєпис
До 17 років жив у Сан-Рафаель (Каліфорнія), США. Мати — шведського походження. Батько — американець. У 2007 році переїхав жити до Стокгольму, Швеція. Район — Сьодермальм.
У 2015 спільно з Бенджаміном Валле († жовтень 2021) заснував гурт Viagra Boys.
Себастьян — СЕО Shrimptech Enterprises AB.
Неодружений. 2 роки був у стосунках з дівчиною ілюстраторкою коміксів. Під час стосунків почав зловживати алкоголем і наркотичними речовинами. Зараз активно бореться з залежностями.
До політики відноситься нейтрально, оскільки вона «викликає депресію». Але відкрито висловлює свою неприязнь до Шведських демократів, називаючи їх нацистами.

## Хобі
- Себастьян любить відеоігри.[2]

|  | Моя основна консоль – ПК. Але іноді, коли я у своїй кімнаті, я граю на PlayStation, бо комп’ютер у мене в гостьовій. Я багато граю у Dark Souls і Metal Gear Solid та подібне до них. Я грав у кожну з частин «Dark Souls» більше 200 годин. Так само й з «Metal Gear Solid». Я грав в усі частини серії… |

- Грає у великий теніс. Троє інших учасників гурту також почали грати.[4]
- У вільний від записів час працює тату-майстром.

## Цікаві факти
- Полюбляє американську консервовану шинку Spam.[2]
- Любить творчість та життя Вейлона Дженінгса. Має портрет музиканта, намальований другом Себастьяна.[2]
- Mr Cooke Customz виготовив рухому фігурку Себастьяна в стилістиці відеокліпу на пісню «Sports».[2]
- Пісні «Ain't Nice» та «Creatures» присвячені особистій боротьбі з залежностями.[5]
- Любить комікси. В дитинстві батько часто сварив Себастьяна за те, що в бібліотеці хлопець шукав комікс замість «справжньої» книги.[2]
- Колишня дівчина Себастьяна товаришує з танзанійським ілюстратором коміксів Саймоном Хензельманом. Вона подарувала Себастьяну Megahex Хензельмана, а згодом і багато інших коміксів.[2]
- Має багато музичних інструментів: кілька гітар, зокрема електрогітару, акустичну і бас-гітару. Також має банджо. Але сам Себастьян каже, що погано володіє ними. Сольний альбом хоче записати лише за допомогою банджо.[2]
- Має колекцію вінілових платівок (більшість «вкрадені» у батька).[2]
- У 14 років почув пісні гуруту Flipper. Колектив став одним із улюблених. Пісня «Ha ha ha» — одна з перших, яку Себастьян вчився грати на гітарі.[2]
- Співак колекціонує різноманітні сувеніри та предмети побуту Індії. Має в колекції кадило, прикрашене свастиками.[2]
- Любить собак. Каже, що останні 6 років його інтереси включали тільки собак, креветки та курей.[2]
- Кілька разів на місяць грає в карткову гру «Magic the Gathering». Почав грати ще в 13 років щоп'ятниці в місцевому картковому магазині у Каліфорнії. Називає «The Magic» другою грою у світі після шахів.[2]